# 36424 Satokokumasaki
36424 Satokokumasaki è un asteroide della fascia principale. Scoperto nel 2000, presenta un'orbita caratterizzata da un semiasse maggiore pari a 2,3053557 UA e da un'eccentricità di 0,1114409, inclinata di 3,98241° rispetto all'eclittica.